# John Belushi
John Adam Belushi (Chicago, 24 januari 1949 – West Hollywood, 5 maart 1982) was een Amerikaans acteur en komiek. Belushi behoorde tot de originele cast van het sketchprogramma Saturday Night Live en verscheen later in succesvolle komedies als Animal House en The Blues Brothers. Hij overleed op 33-jarige leeftijd aan de gevolgen van een overdosis.
Hij was de broer van acteur James "Jim" Belushi.

## Biografie

### Jeugd

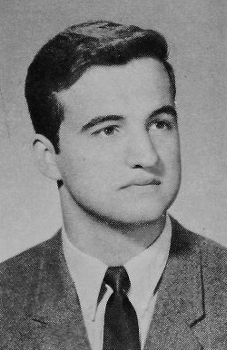
Jaarboekfoto van John Belushi (1967)

John Belushi werd geboren in Chicago als de zoon van Agnes en Adam Belushi. Zijn vader was een Albanese immigrant en ook de ouders van zijn moeder waren afkomstig uit Albanië. Oorspronkelijk luidde de achternaam van zijn vader Bellios of Belliors. Hij groeide op in Wheaton en had nog een broer (Jim) en een zus (Marian). Op de plaatselijke high school leerde hij zijn latere echtgenote Judy Jacklin kennen.

### SNL
Belushi brak begin jaren 70 door als komisch acteur. In 1972 speelde hij een rol in het toneelstuk Lemmings, een parodie op Woodstock en een productie van het humoristisch magazine National Lampoon. Naast Belushi maakten ook de jonge komieken Chevy Chase en Christopher Guest deel uit van de cast. Een jaar later verhuisde Belushi met zijn vriendin Judy Jacklin naar New York. In dat jaar begon National Lampoon ook met het uitzenden van het komische radioprogramma The National Lampoon Radio Hour. Belushi dook net als Chevy Chase, Gilda Radner, Bill Murray en diens broer Brian regelmatig op in de radioshow. Jacklin, die ook producent werd van het programma, trouwde op 31 december 1976 met Belushi.
In 1975 maakten heel wat medewerkers van The National Lampoon Radio Hour de overstap naar het tv-programma Saturday Night Live (SNL), dat oorspronkelijk NBC's Saturday Night heette. Onder meer Belushi, Radner, Chase, Dan Aykroyd en George Coe vormden de cast van het eerste seizoen van het sketchprogramma. Twee jaar later maakte ook Bill Murray zijn debuut voor SNL.
Belushi werd in de loop der jaren een van de meest geliefde komieken van het programma, mede door zijn typetje Futaba, een samoerai, en de muziekact The Blues Brothers die hij samen met collega Dan Aykroyd bedacht. Het leverde hem rollen op in komische films als Animal House, waarin hij de rebelse dronkenlap John "Bluto" Blutarsky vertolkte, en Goin' South. In 1979 stapte Belushi op bij SNL in de hoop een filmcarrière uit te bouwen.

### Filmcarrière
In 1979 vertolkte Belushi de hoofdrol in Steven Spielbergs 1941. Gezien het succes van Spielbergs twee vorige producties, Jaws en Close Encounters of the Third Kind, werd de komische oorlogsfilm aanvankelijk beschouwd als een flop. Een jaar later werkten Aykroyd en Belushi hun muziekact uit SNL uit tot de film The Blues Brothers. De muzikale komedie werd geregisseerd door John Landis, wiens vorige film Animal House was. The Blues Brothers groeide ondanks heel wat productionele problemen uit tot een cultfilm en wordt beschouwd als Belushi's bekendste werk.
In 1981 volgden met Neighbors en Continental Divide nog twee speelfilms, maar geen van beide producties kon het succes van The Blues Brothers herhalen. Collega en vriend Dan Aykroyd, die ook in Neighbors een rol vertolkte, schreef ook de scenario's voor Ghostbusters en Spies Like Us. In beide films had hij een rol voorzien voor Belushi. De rol in Ghostbusters werd uiteindelijk ingevuld door Bill Murray, die in Spies Like Us door Chevy Chase.

## Drugsverslaving en dood
Tijdens zijn acteercarrière stond Belushi bekend als een zware drinker en druggebruiker. "John was een gekke vent, maar een zware drinker. Soms sloeg hij in minder dan vijf minuten wel driekwart liter Jack Daniel's achterover", liet Dan Aykroyd ooit optekenen.
Naast alcohol experimenteerde Belushi ook met quaaludes, mescaline, LSD, amfetamines en vooral cocaïne. Midden jaren 70 experimenteerde hij voor het eerst met deze drug. Al heel snel werd hij verslaafd, hetgeen voor de nodige conflicten zorgde met zijn echtgenote Judy. Tijdens de opnames van The Blues Brothers bereikte zijn druggebruik een hoogtepunt. Heel wat opnamedagen liepen uit of werden uitgesteld omwille van Belushi's gedrag, waardoor de productie van Universal Pictures zich niet aan het budget kon houden. Een geraadpleegde arts adviseerde de producenten: "Laat hem van de drugs afblijven, of haal er zo veel mogelijk films uit; in dit tempo leeft hij geen drie jaar meer."
Op 5 maart 1982 werd John Belushi dood gevonden in zijn hotelkamer in het Chateau Marmont-hotel. Hij was gestorven aan een speedball (een mix van cocaïne en heroïne). De avond voor zijn dood had hij bezoek gehad van Robert De Niro en Robin Williams. Toen zij hem verlieten, was hij nog in het gezelschap van Catherine Evelyn Smith. Twee maanden later gaf Smith in een interview met National Enquirer toe dat ze de nacht van Belushi's overlijden in zijn gezelschap was en dat zij hem de fatale speedball had toegediend. Smith werd door Canada uitgeleverd en vervolgens gearresteerd voor moord, wat achteraf werd teruggebracht tot dood door schuld. Smith zat een gevangenisstraf van 15 maanden uit.

## Filmografie
- The Best of Gilda Radner (video, 1989) - Zichzelf/Verschillende rollen
- Neighbors (1981) - Earl Keese
- Steve Martin's Best Show Ever (televisiefilm, 1981) - Zhelezna Postruk
- Continental Divide (1981) - Ernie Souchak
- The Blues Brothers (1980) - 'Joliet' Jake Blues
- 1941 (1979) - Capt. Wild Bill Kelso
- Saturday Night Live televisieserie - Verschillende rollen (85 afl., 1975-1979)
- Old Boyfriends (1979) - Eric Katz
- Goin' South (1978) - Deputy Hector
- Animal House (1978) - John 'Bluto' Blutarsky
- The Rutles: All You Need Is Cash (televisiefilm, 1978) - Ron Decline, The most feared
- Things We Did Last Summer (televisiefilm, 1977) - Jake Blues
- The Richard Pryor Special? (televisiefilm, 1977) - Zichzelf
- Tarzoon, la honte de la jungle (1975) - Craig Baker (Stem)
- Lemmings (video, 1973) - Verschillende rollen

- Bibsys: 90933652
- Biblioteca Nacional de España: XX1333237
- Bibliothèque nationale de France: cb13891326k (data)
- Catàleg d'autoritats de noms i títols de Catalunya: 981058527482306706
- Gemeinsame Normdatei: 118825313
- International Standard Name Identifier: 0000 0003 6853 2970
- Library of Congress Control Number: n80062616
- MusicBrainz: 31a98c74-54e3-464a-b747-829b89d5f248
- Nationale Bibliotheek van Tsjechië: xx0150881
- Nationale bibliotheek van Australië: 40033829
- Nationale Bibliotheek van Israël: 987007355672005171
- Nationale Bibliotheek van Polen: a0000002413430
- Nederlandse Thesaurus van Auteursnamen: 071000836
- SNAC: w6h1476x
- Système universitaire de documentation: 079715265
- Trove: 1443146
- Virtual International Authority File: 34642554
- WorldCat: E39PBJgmJMyhXHDMMwY6mpXGHC